# Angelique Kerber
Angelique Kerber(alemão: [andʒɛˈliːk ˈkɛɐ̯bɐ]; (Bremen, 18 de Janeiro de 1988) é uma ex-tenista profissional alemã que chegou a número um mundial. Reconhecida como uma das melhores devolvedoras do circuito, tornou-se profissional em 2003. Desde então, ganhou 12 títulos da WTA em simples. Está atualmente classificada como número 13 no ranking da WTA.
Kerber já conquistou três torneios do Grand Slam de tênis. A primeira vez foi em 2016, ao vencer o Open da Austrália, diante de Serena Williams. A segunda vez foi poucos meses depois e ainda em 2016, quando ganhou o US Open, desta vez diante de Karolina Pliskova. Já em 2018, chegou ao seu terceiro título de Grand Slam ao vencer Serena Williams e conquistar Wimbledon.
Na temporada de 2016, Kerber disputa inédita final olímpica. Mas torna-se medalhista de prata, ao perder na final da chave de simples feminina dos Jogos Olímpicos do Rio de Janeiro, por 2 sets a 1, parciais de 6/4, 4/6 e 6/1, para Monica Puig, que entrou para a história do esporte de Porto Rico, e conquistou o primeiro ouro olímpico da história portorriquenha.
Também vale destacar que Angelique Kerber é a tenista mais velha a alcançar pela primeira vez o topo do ranking WTA. Isso aconteceu em 12 de setembro de 2016, quando tinha 28 anos e 07 meses. Naquela ocasião, ela desbanca Serena Williams após 186 semanas seguidas e se torna a 22ª líder da WTA na história do ranking feminino iniciado em 1973.
Em julho de 2024, após encerrar a participação nos Jogos Olímpicos de Verão, onde caiu nas quartas de final de simples, Kerber anunciou sua aposentadoria do tênis profissional.

## Vida pregressa
Kerber nasceu em 18 de janeiro de 1988 em Bremen, filha de pais poloneses Sławomir Kerber, de Poznań, e Beata (nascida Rzeźnik), que também é sua empresária. Ela tem uma irmã, Jéssica. Ela cresceu em Kiel, onde sua família ficou em um apartamento em uma academia de treinamento onde seus pais trabalhavam, e começou a jogar tênis aos três anos, eventualmente ingressando no circuito júnior. Embora tenha nascido destra, Kerber joga com a mão esquerda.

## Carreira profissional

### 2003–2011: Início de carreira, primeira final do WTA e semifinais do US Open
Kerber fez sua primeira tentativa de se qualificar para um torneio WTA em janeiro de 2005, no Auckland Open, perdendo para Janette Husárová na rodada final. Ela então registrou sua estreia na chave principal de um Grand Slam em 2007, no Aberto da França, onde perdeu para Elena Dementieva na rodada de abertura. Pouco depois, ela participou pela primeira vez na chave principal de um torneio WTA, em Birmingham, onde chegou à terceira rodada, perdendo para a quinta "cabeça de chave" Marion Bartoli, que acabou sendo vice-campeã em Wimbledon daquele ano. Na semana depois de Birmingham, ela alcançou sua primeira chave principal nas quartas de final no Rosmalen Open, onde foi derrotada pela eventual campeã Anna Chakvetadze, e depois caiu para Chakvetadze mais uma vez, na primeira rodada de Wimbledon. No US Open, Kerber enfrentou Serena Williams na primeira rodada e perdeu em sets diretos. Kerber alcançou seu primeiro Top 100 no final da temporada de 2007, no 84º lugar do mundo. Ela também ganhou oito títulos no Circuito Feminino da ITF de 2004 a 2007.
Kerber alcançou sua primeira vitória no Grand Slam em 2008, no Australian Open, ao derrotar Maret Ani, antes de perder para a 25ª "cabeça de chave", Francesca Schiavone. Ela também fez a terceira rodada em Indian Wells, onde perdeu para a sexta "cabeça de chave" Bartoli. Kerber não progrediu muito naquele ano, além de ganhar mais dois títulos da ITF. Seu baixo desempenho continuaria em 2009, quando ela conseguiu apenas três vitórias nas chaves principais do WTA. Ela se qualificou para o US Open daquele ano, onde chegou à segunda rodada. Ela também ganhou seu 11º e último título da ITF naquele ano. Ela terminou 2008 e 2009, respectivamente, classificada fora do top 100, em 108º e 106º lugar, respectivamente.
Em 2010, Kerber se qualificou para o Australian Open, onde alcançou sua terceira rodada de um Grand Slam pela primeira vez, perdendo para a terceira "cabeça de chave" Svetlana Kuznetsova em um jogo de três sets muito disputado. Ela então chegou à sua primeira final do WTA, em Bogotá, terminando como vice-campeã, atrás da estrela da casa Mariana Duque Mariño, depois de derrotar a "cabeça de chave" Gisela Dulko nas semifinais. Kerber chegou a outras duas quartas de final naquele ano, em Fez e Copenhague, e então chegou à terceira rodada de Wimbledon, depois de derrotar Sania Mirza e derrotar a 13ª "cabeça de chave" Shahar Pe'er antes de perder para Jarmila Groth. No final do ano, ela disputou a terceira rodada em Pequim, onde perdeu para Li Na, e encerrou a temporada com uma semifinal em Luxemburgo. Ela terminou o ano em 47º lugar.
Kerber não venceu partidas consecutivas nos primeiros sete meses de 2011, exceto uma vez, em seu primeiro torneio do ano, em Hobart. Em Wimbledon, ela perdeu para a jovem Laura Robson na primeira rodada. Em Dallas [en], uma semana antes do US Open, ela registrou uma semifinal, onde perdeu para Aravane Rezaï.
Kerber entrou no US Open classificada em 92º lugar no ranking mundial e ultrapassou o primeiro obstáculo com uma vitória em três sets sobre Lauren Davis. Em seguida, ela enfrentou Agnieszka Radwańska, 12ª "cabeça de chave", e obteve uma vitória surpreendente em três sets antes de derrotar Alla Kudryavtseva e Monica Niculescu para chegar às quartas de final do Grand Slam. Lá, Kerber surpreendeu Flavia Pennetta, multicampeã das quartas de final, em três sets para avançar para a semifinal, onde perdeu para a nona "cabeça de chave" e eventual campeã Samantha Stosur em três sets. Kerber alcançou uma nova classificação mais alta na carreira, no 34º lugar do mundo, após o torneio.
Ela então se qualificou para o Pan Pacific Open e chegou à segunda rodada, perdendo para a eventual campeã Radwańska de virada em jogo de três sets. Depois disso, ela chegou às semifinais em Osaka, onde perdeu para a eventual campeã Bartoli. Ela terminou o ano como número 32 do mundo, chegando ao final da temporada entre as Top 50 pela segunda vez consecutiva.

### 2022–2023: 14º título na carreira e gravidez
Kerber começou o ano tendo que cancelar seus preparativos para o primeiro Grand Slam do ano, quando um teste positivo para coronavírus a forçou a pular o torneio Sydney International. Então, na primeira rodada do Australian Open de 2022, ela perdeu para Kaia Kanepi em sets diretos. Kerber então retirou-se do Dubai Tennis Championships e perdeu em jogo de três sets para Jil Teichmann em Doha.
Kerber chegou à 4ª rodada pela 5ª vez consecutiva em Indian Wells, derrotando Zheng Qinwen e Daria Kasatkina. Ela perdeu em jogo de três sets para a eventual campeã Iga Świątek. Kerber perdeu em Miami contra a eventual finalista Naomi Osaka na primeira rodada em sets diretos.
Kerber começou a temporada de primavera no saibro na Billie Jean King Cup, jogando pela Alemanha contra o Cazaquistão. Ela perdeu as duas disputas de simples para Yulia Putintseva e Elena Rybakina. Nos dois encontros, ela venceu o primeiro set, mas perdeu em três sets. Ela seguiu adiante e perdeu em três sets para Anett Kontaveit em Stuttgart, desistiu do Madrid Open relatando um resfriado, e perdeu em sets diretos para a 15ª "cabeça de chave", Coco Gauff em Roma.
Na semana anterior a Roland Garros, Kerber recebeu um "wild card" de última hora em Estrasburgo. Chegando com uma sequência de seis derrotas consecutivas, ela chegou à 32ª final da carreira derrotando Diane Parry, Aliaksandra Sasnovich, Magda Linette e Océane Dodin. Na final, Kerber derrotou Kaja Juvan em uma maratona de 3 horas e 16 minutos para conquistar seu 14º título na carreira. Foi seu primeiro título no saibro ao ar livre e seu primeiro título no saibro desde a defesa do título em Stuttgart em 2016. Com Kerber salvando 2 match points e marcando 83 "winners" contra 83 de Juvan, a partida foi considerada uma das melhores partidas do ano.
Em Paris, Kerber perdeu na terceira rodada para Aliaksandra Sasnovich em sets diretos. Kerber começou a temporada em quadra de grama em Bad Homburg como defensora do título. Ela perdeu para Alizé Cornet em três sets. Em Wimbledon, Kerber não conseguiu defender seus pontos de semifinalista de 2021 devido ao banimento das jogadoras russas e bielorrússas em Wimbledon, resultando na queda de sua classificação para o 25º lugar do mundo; mesmo assim, ela perdeu na terceira rodada para Elise Mertens em dois sets, que cometeu 14 erros não forçados em comparação com os 28 de Kerber. Em 24 de agosto, ela desistiu do US Open de 2022 após anunciar sua gravidez, encerrando efetivamente sua temporada. Incapaz de defender seus pontos de semifinalista em Cincinnati e seus pontos na 4ª rodada do US Open que ela venceu em 2021, assim como seus pontos nas quartas de final do BNP Paribas Open de 2021 caindo em outubro, Kerber terminou a temporada de 2022 em 103º lugar, sua classificação de final de ano mais baixa desde 2009. Kerber ficou fora do ranking após o Torneio de Wimbledon de 2023.

### 2024: Retorno e campeã da United Cup
Após um hiato de um ano e meio, Kerber voltou à turnê da United Cup de 2024, na Austrália, como parte do Time Alemanha. Em sua primeira partida desde Wimbledon 2022, Kerber perdeu para Jasmine Paolini em sets diretos, mas venceu sua disputa de duplas mistas contra Lorenzo Sonego e Angelica Moratelli [en], fazendo parceria com Alexander Zverev pela primeira vez desde 2019. Ela prosseguiu e perdeu suas partidas de simples para Caroline Garcia e Maria Sakkari na fase de grupos e nas quartas de final, respectivamente, bem como sua partida de duplas mistas contra o Time França. Apesar disso, o Time Alemanha se classificou para as semifinais contra a Austrália, onde Kerber derrotou Alja Tomljanovic em três sets, salvando dois match points no processo e vencendo uma partida crítica que permitiu ao Time Alemanha se classificar para a final contra o Time Polônia. Com a vitória, ela registrou sua primeira vitória desde Wimbledon em 2022 e sua primeira vitória na Austrália desde 2021. Na final, Kerber perdeu em sets diretos contra o número 1 do mundo, Iga Swiatek; Mesmo assim, o Time Alemanha venceu o torneio depois de vencer as duas últimas partidas. Devido à conclusão tardia em Sydney, Kerber retirou-se do Adelaide International. Kerber então foi para Melbourne, pela primeira vez desde 2022, com "ranking protegido" e perdeu para Danielle Collins em três sets, encerrando sua temporada de verão australiana. 
Prosseguindo sua campanha em quadras duras, agora na Europa, Kerber participou do Upper Austria Ladies Linz, onde, como "wild card", perdeu para Lucia Bronzetti na primeira rodada em sets diretos. No giro americano, ela chegou às oitavas de final em Indian Wells, porém em Miami, novamente perdeu na primeira rodada.
Kerber iniciou a temporada em quadras de saibro no seu torneio "de casa", o Porsche Tennis Grand Prix, no qual também não passou da primeira rodada. Seu próximo compromisso foi no Aberto de Roma, no qual venceu Lauren Davis na primeira rodada, Veronika Kudermetova na segunda e Aliaksandra Sasnovich na terceira, todos esses jogos em sets diretos, mas na quarta rodada, perdeu para a cabeça de chave N° 1, Iga Swiatek, também em sets diretos. No Aberto da França, perdeu na primeira rodada para Arantxa Rus, em sets diretos.
Kerber começou a temporada em quadras de grama pelo Berlim Ladies Open, no qual perdeu para Linda Nosková na primeira rodada em jogo de três sets. O fato se repetiu no Bad Homburg Open, no qual perdeu na primeira rodada para a eventual campeã, Diana Shnaider em sets diretos. Em seguida, participou do Torneio de Wimbledon, no qual enfrentou Yulia Putintseva, na primeira rodada, jogo que perdeu em sets diretos.

## Curiosidades
- Foi a primeira alemã a alcançar o “top 10” do tênis mundial após o advento da Steffi Graf, que brilhou na década de 1990.[59]
- Na temporada de 2016, ela se tornou a primeira alemã a liderar a lista do ranking da WTA desde a lenda Steffi Graf,[60] em 1997.[61]
- Em 2016, termina ano como número 1 do mundo[62] e é a segunda alemã a conseguir este feito desde a criação do ranking da WTA em 1975, sucedendo Steffi Graf que acabou o ano como número 1 em oito ocasiões, entre 1987 e 1996.[63]
- Além de terminar como número 1 do mundo, a Kerber também fechou 2016 na liderança de outra lista da WTA: ela foi a jogadora mais popular em acessos no site da entidade que comanda o circuito feminino.[64]
- Ao ganhar a final do Open da Austrália de 2016, é a primeira alemã a ganhar um título do Grand Slam desde Steffi Graf em 1999.[65]
- Com a conquista do US Open de 2016, se tornou a segunda alemã a ganhar o US Open, depois da lendária Steffi Graf.[66]
- Ao vencer o Torneio de Wimbledon de 2018, torna-se a primeira alemã desde 1996 a ganhar o troféu, sucedendo a Steffi Graf.[67]

## Finais de Grand Slam

### Simples 4 (3 títulos, 1 vice)
| Status | Ano  | Campeonato      | Piso  | Oponente          | Placar        |
| ------ | ---- | --------------- | ----- | ----------------- | ------------- |
| Venceu | 2016 | Australian Open | Duro  | Serena Williams   | 6–4, 3–6, 6–4 |
| Perdeu | 2016 | Wimbledon       | Grama | Serena Williams   | 5–7, 3–6      |
| Venceu | 2016 | US Open         | Duro  | Karolína Plíšková | 6–3, 4–6, 6–4 |
| Venceu | 2018 | Wimbledon       | Grama | Serena Williams   | 6-3, 6-3      |

## Finais Olimpícas

### Simples: 1 (1 vice)
| Status | Ano  | Torneio        | Piso | Oponente    | Placar        |
| ------ | ---- | -------------- | ---- | ----------- | ------------- |
| Perdeu | 2016 | Rio de Janeiro | Duro | Mónica Puig | 4–6, 6–4, 1–6 |

## WTA Premier Mandatory & Premier 5

### Simples: 3 (3 vices)
| Status | Ano  | Campeonato         | Piso | Oponente      | Placar        |
| ------ | ---- | ------------------ | ---- | ------------- | ------------- |
| Perdeu | 2012 | Cincinnati Masters | Duro | Li Na         | 6–1, 3–6, 1–6 |
| Perdeu | 2013 | Pan Pacific Open   | Duro | Petra Kvitová | 2–6, 6–0, 3–6 |
| Perdeu | 2014 | Qatar Open         | Duro | Simona Halep  | 2–6, 3–6      |

## Finais da WTA

### Simples: 21 (10 títulos, 11 vices)
| Legenda                             |
| ----------------------------------- |
| Grand Slam (2–0)                    |
| WTA Tour (0–0)                      |
| Premier Mandatory & Premier 5 (0–3) |
| Premier (5–6)                       |
| International (2–2)                 |

| Títulos por Piso |
| ---------------- |
| Duro (5–8)       |
| Grama (1–2)      |
| Saibro (2–1)     |
| Carpete (0–0)    |

| Status | N.  | Data     | Campeonato                                         | Piso       | Oponente                 | Placar                  |
| ------ | --- | -------- | -------------------------------------------------- | ---------- | ------------------------ | ----------------------- |
| Perdeu | 1.  | Fev 2010 | Copa Sony Ericsson Colsanitas, Bogotá, Colombia    | Saibro     | Mariana Duque Mariño     | 4–6, 3–6                |
| Venceu | 1.  | Fev 2012 | Open GDF Suez, Paris, França                       | Duro (i)   | Marion Bartoli           | 7–6(7–3), 5–7, 6–3      |
| Venceu | 2.  | Abr 2012 | e-Boks Open, Copenhague, Dinamarca                 | Duro (i)   | Caroline Wozniacki       | 6–4, 6–4                |
| Perdeu | 2.  | Jun 2012 | WTA de Eastbourne, Eastbourne, Reino Unido         | Grama      | Tamira Paszek            | 7–5, 3–6, 5–7           |
| Perdeu | 3.  | Ago 2012 | Western & Southern Open, Cincinnati, EUA           | Duro       | Li Na                    | 6–1, 3–6, 1–6           |
| Perdeu | 4.  | Abr 2013 | Monterrey Open, Monterrey, México                  | Duro       | Anastasia Pavlyuchenkova | 6–4, 2–6, 4–6           |
| Perdeu | 5.  | Set 2013 | Toray Pan Pacific Open, Toquio, Japão              | Duro       | Petra Kvitová            | 2–6, 6–0, 3–6           |
| Venceu | 3.  | Out 2013 | Generali Ladies Linz, Linz, Áustria                | Duro (i)   | Ana Ivanovic             | 6–4, 7–6(8–6)           |
| Perdeu | 6.  | Jan 2014 | Apia International Sydney, Sydney, Austrália       | Duro       | Tsvetana Pironkova       | 4–6, 4–6                |
| Perdeu | 7.  | Fev 2014 | Qatar Total Open, Doha, Qatar                      | Duro       | Simona Halep             | 2–6, 3–6                |
| Perdeu | 8.  | Jun 2014 | WTA de Eastbourne, Eastbourne, Reino Unido         | Grama      | Madison Keys             | 3–6, 6–3, 5–7           |
| Perdeu | 9.  | Ago 2014 | Bank of the West Classic, Stanford, EUA            | Duro       | Serena Williams          | 6–7(1–7), 3–6           |
| Venceu | 4.  | Abr 2015 | Family Circle Cup, Charleston, EUA                 | Saibro     | Madison Keys             | 6–2, 4–6, 7–5           |
| Venceu | 5.  | Abr 2015 | Porsche Tennis Grand Prix, Stuttgart, Alemanha     | Saibro (i) | Caroline Wozniacki       | 3–6, 6–1, 7–5           |
| Venceu | 6.  | Jun 2015 | Aegon Classic, Birmingham, Reino Unido             | Grama      | Karolína Plíšková        | 6–7(5–7), 6–3, 7–6(7–4) |
| Venceu | 7.  | Ago 2015 | Bank of the West Classic, Stanford, Estados Unidos | Duro       | Karolína Plíšková        | 6–3, 5–7, 6–4           |
| Perdeu | 10. | Out 2015 | Hong Kong Open, Hong Kong, China                   | Duro       | Jelena Jankovic          | 6–3, 6–7(4–7), 1–6      |
| Perdeu | 11. | Jan 2016 | Brisbane International, Brisbane, Austrália        | Duro       | Victoria Azarenka        | 3–6, 1–6                |
| Venceu | 8.  | Jan 2016 | Aberto da Austrália, Melbourne, Austrália          | Duro       | Serena Williams          | 6–4, 3–6, 6–4           |
| Perdeu | 12. | Jul 2016 | Wimbledon, Londres, Reino Unido                    | Grama      | Serena Williams          | 5-7, 3-6                |
| Venceu | 9.  | Set 2016 | US Open, Nova Iorque, Estados Unidos               | Duro       | Karolína Plíšková        | 6/3, 4/6 e 6/4          |
| Perdeu | 13. | Out 2016 | Singapura, Singapura                               | Duro       | Dominika Cibulkova       | 6-3, 6-4                |
| Venceu | 10. | Jul 2018 | Wimbledon, Londres, Reino Unido                    | Grama      | Serena Williams          | 6-3, 6-3                |
| Perdeu | 14. | Mar 2019 | BNP Paribas Open, Indian Wells, EUA                | Duro       | Bianca Andreescu         | 4-6, 6-3, 4-6           |
| Perdeu | 15. | Jun 2019 | WTA de Eastbourne, Eastbourne, Reino Unido         | Grama      | Chéquia                  | 1-6, 4-6                |

### Duplas: 2 (2 vices)
| Legenda (pre/pos 2009)                       |
| -------------------------------------------- |
| Grand Slam (0–0)                             |
| WTA Tour (0–0)                               |
| Tier I / Premier Mandatory & Premier 5 (0–0) |
| Tier II / Premier (0–1)                      |
| Tier III, IV & V / International (0–1)       |

| Títulos por Piso |
| ---------------- |
| Duro (0–1)       |
| Grama (0–1)      |
| Saibro (0–0)     |
| Carpete (0–0)    |

| Status | N. | Data     | Torneio                                     | Piso  | Parceira        | Oponente                           | Placar   |
| ------ | -- | -------- | ------------------------------------------- | ----- | --------------- | ---------------------------------- | -------- |
| Perdeu | 1. | Jun 2008 | Ordina Open, 's-Hertogenbosch, Holanda      | Grama | Līga Dekmeijere | Marina Erakovic Michaëlla Krajicek | 3–6, 2–6 |
| Perdeu | 2. | Jan 2016 | Brisbane International, Brisbane, Austrália | Duro  | Andrea Petkovic | Martina Hingis Sania Mirza         | 5–7, 1–6 |